# Olje
Ólje je splošno poimenovanje za tekočine podobnih fizikalno-kemičnih lastnosti: višja viskoznost, hidrofobnost (da se ne mešajo z vodo), da se lepijo na druge površine. Za oljnat okus imamo posebne čutnice na jeziku. Za dojemanje neke tekočine kot olje je najpomembnejša lastnost, da se ne meša z vodo, a tudi viskoznost: bencin in kurilno olje imata podobne kemijske, je pa kurilno olje bolj židko in daje mazav občutek. Olje ima manjšo gostoto kot voda zato olje na vodi plava.
Glede na kemijsko sestavo ločimo predvsem:
- mineralna olja in
- maščobna olja.

Mineralna olja pridobivamo iz nafte in rudnin. So neužitna ali celo strupena. Pogosta je uporaba mineralnih olj za mazanje.
Maščobna olja so živalskega oziroma rastlinskega izvora, lahko jih pa izdelamo tudi s kemijskimi postopki. Pri sobni temperaturi so v tekočem agregatnem stanju. V prehrani uporabljamo olja pridobljena iz različnih rastlin, večinoma iz semen:
- oljčno olje,
- bučno olje,
- sončnično olje,
- konopljino olje,